# National Provincial Championship Division 2 2005
La National Provincial Championship Division 2 2005 fue la trigésima y última edición de la segunda división del principal torneo de rugby de Nueva Zelanda.
Fue la última edición antes de la división del National Provincial Championship en dos torneos, la Mitre 10 Cup y el Heartland Championship.

## Sistema de disputa
Los equipos enfrentan a los equipos restantes en una sola ronda.
- Los primeros cuatro equipos del torneo clasifican a semifinales, y posteriormente disputan la final.

## Clasificación
Tabla de posiciones
| Pos. | Equipo           | Encuentros | Encuentros | Encuentros | Encuentros | Tantos | Tantos | Tantos | PB | PB | Puntos |
| Pos. | Equipo           | PJ         | PG         | PE         | PP         | F      | C      | Dif    | BO | BD | Puntos |
| ---- | ---------------- | ---------- | ---------- | ---------- | ---------- | ------ | ------ | ------ | -- | -- | ------ |
| 1.º  | Hawke's Bay      | 8          | 8          | 0          | 0          | 362    | 117    | +245   | 8  | 0  | 40     |
| 2.º  | Counties Manukau | 8          | 7          | 0          | 1          | 320    | 162    | +158   | 7  | 0  | 35     |
| 3.º  | Nelson Bays      | 8          | 5          | 0          | 3          | 289    | 192    | +97    | 3  | 0  | 23     |
| 4.º  | North Otago      | 8          | 4          | 0          | 4          | 285    | 228    | +57    | 4  | 2  | 22     |
| 5.º  | Marlborough      | 8          | 4          | 0          | 4          | 201    | 183    | +18    | 3  | 1  | 20     |
| 6.º  | Manawatu         | 8          | 3          | 0          | 5          | 155    | 200    | -45    | 2  | 1  | 15     |
| 7.º  | Wanganui         | 8          | 2          | 0          | 6          | 156    | 197    | -41    | 3  | 2  | 13     |
| 8.º  | Poverty Bay      | 8          | 3          | 0          | 5          | 161    | 298    | -137   | 1  | 0  | 13     |
| 9.º  | East Coast       | 8          | 0          | 0          | 8          | 71     | 423    | -352   | 0  | 0  | 0      |

|  | Semifinalistas. |

### Semifinales
| 15 de octubre | Hawke's Bay | 15 - 11 | North Otago |  |  |

| 16 de octubre | Counties Manukau | 37 - 39 | Nelson Bays |  |  |

### Final
| 22 de octubre | Hawke's Bay | 32 - 17 | Nelson Bays |  |  |

| Bandera de Nueva Zelanda |
| Campeón Hawke's Bay      |
| Sexto título             |